# Rudnik (powiat raciborski)
Rudnik (niem. Rudnick) – wieś w Polsce położona w województwie śląskim, w powiecie raciborskim, w gminie Rudnik. Rudnik jest położony w południowej części gminy, najbliżej Raciborza. Ma powierzchnię 9,3 km² oraz ponad dziewięciuset mieszkańców.

## Nazwa
Nazwa wsi pochodzi prawdopodobnie od istniejących w średniowieczu kopalń rudy bądź od rudego koloru ziem uprawnych. 
W okresie hitlerowskiego reżimu w latach 1936-1945 miejscowość nosiła nazwę Herrenkirch.

## Historia
Wieś jest jedną z najstarszych w powiecie raciborskim, a pierwszy raz została wzmiankowana w 1295 roku w związku z budową drewnianego kościoła. Na jego miejscu powstały co najmniej dwa kolejne kościoły drewniane, a w 1892 roku powstał neogotycki kościół murowany św. Katarzyny. W XIX wieku po kasacji kościoła szpitalnego Bożogrobców w Raciborzu przeniesiono do tutejszego kościoła część jego wyposażenia, szczególnie złotnictwo. 
Po II wojnie światowej w miejscowym pałacu znajdował się PGR. W latach 1975–1998 miejscowość należała administracyjnie do województwa katowickiego.

## Demografia
W 2016 roku w Rudniku ludność w wieku przedprodukcyjnym na 100 mieszkańców wynosiła 17,24, co uplasowało wieś powyżej średniej w gminie (16,95). Natomiast ludność w wieku produkcyjnym wynosiła 66,43 (średnia w gminie – 66,90), a w wieku poprodukcyjnym – 16,33 (średnia w gminie – 16,25). Stosunek mieszkańców w wieku poprodukcyjnym do mieszkańców w wieku produkcyjnym wynosił 25% (średnia w gminie – 24%). Mediana wieku mieszkańców wynosi 48 lat (średnia w gminie - 47,11).
| Rok  | Liczba ludności | Gęstość zaludnienia (os./km²) |
| ---- | --------------- | ----------------------------- |
| 2004 | 904             | 97,2                          |
| 2011 | 939             | 100,9                         |
| 2016 | 986             | 106,02                        |

## Religia
Rudnik posiada kościół parafialny pw. św. Katarzyny. 

## Zabytki

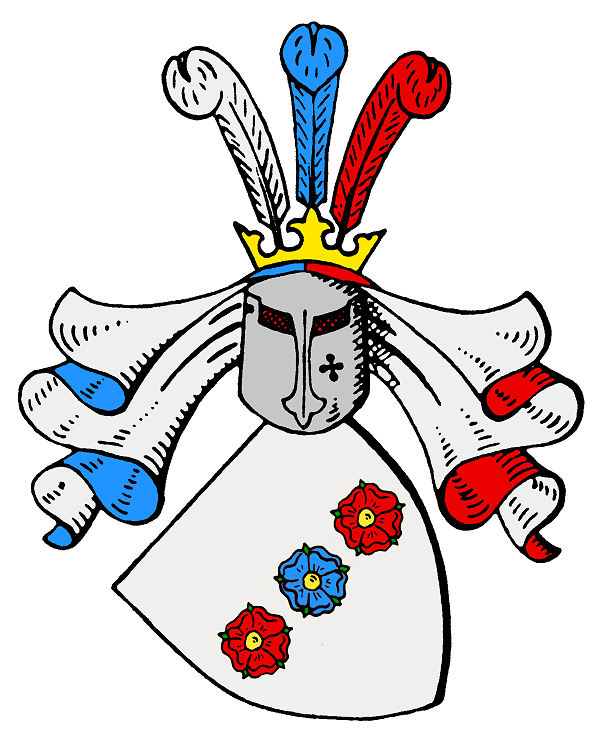
Herb von Selchow

- neogotycki kościół pw. św. Katarzyny z 1892 r. wybudowany według planów Schneidera z Katowic. Obok kościoła znajduje się budynek plebanii z XIX w.[5][11] a przy świątyni krzyż kamienny z drugiej połowy XIX w. z postacią Chrystusa na postumencie z niszą, w której jest figura Matki Boskiej Bolesnej. Na cmentarzu parafialnym jest kaplica z XIX w.[12]
- piętrowy, neobarokowy pałac wybudowany na planie prostokąta, kryty dachem naczółkowym. Od frontu dwupiętrowy ryzalit, zwieńczony trójkątnym frontonem, zawierający kartusz z herbem[13] rodziny von Selchow[14]. Obok obiektu park, oficyna, a także budynki folwarczne: gorzelnia i obora z XIX w.[5][11].
- kapliczka domkowa z XVIII/XIX w. przy ul. Sylwestra 41. Kaplica jest murowana z cegły i otynkowana, a w środku znajduje się barokowo-ludowa rzeźba św. Floriana.
- kapliczka domkowa z XVIII/XIX w. przy ul. Sylwestra 3. Kaplica jest murowana z cegły i otynkowana, a w środku znajduje się barokowo-ludowa, drewniana rzeźba św. Jana Nepomucena[5][12].
- krzyż z żeliwną pasyjką znajduje się na wylocie ul. Słonecznej w polu[12].
- trzy budynki mieszkalne z XVIII/XIX w. przy ul. Sylwestra, a także zagroda typu frankońskiego z zachowanym wyłomkiem z XVIII/XIX w.[11]

| Nr ewidencyjny | Obiekt                                          | Forma ochrony                      | Adres                 |
| -------------- | ----------------------------------------------- | ---------------------------------- | --------------------- |
| 12             | gorzelnia - teren d. dworu                      | wpis do gminnej ewidencji zabytków | ul. Sylwestra         |
| 11             | oficyna pałacowa - teren d. dworu               | wpis do gminnej ewidencji zabytków | ul. Sylwestra         |
| 10             | obora - teren d. dworu                          | wpis do gminnej ewidencji zabytków | ul. Sylwestra         |
| 5              | pałac                                           | wpis do gminnej ewidencji zabytków | ul. Sylwestra         |
| 20             | kapliczka domkowa, XVIII/XIX w.                 | wpis do gminnej ewidencji zabytków | ul. Sylwestra 41      |
| 18             | kapliczka domkowa, XVIII/XIX w.                 | wpis do gminnej ewidencji zabytków | ul. Sylwestra 3       |
|                | budynki mieszkalne, XIX/XX w.                   | wpis do gminnej ewidencji zabytków | ul. Sylwestra 5, 7, 9 |
| 2              | plebania, XIX/XX w.                             | wpis do gminnej ewidencji zabytków | ul. Gawliny           |
| 1              | kościół parafialny pw. św. Katarzyny, XIX/XX w. | wpis do gminnej ewidencji zabytków | ul. Sylwestra         |
| 4              | kaplica cmentarna                               | wpis do gminnej ewidencji zabytków | ul. Gawliny           |
|                | zagroda typu frankońskiego, XIX/XX w.           | wpis do gminnej ewidencji zabytków | ul. Sylwestra 41      |

We wsi znajduje się dziewięć stanowisk archeologicznych niewpisanych do wojewódzkiego rejestru zabytków. W stanowiskach tych znaleziono ślad osadniczy z pradziejów, epoki kamienia, neolitu, kultury łużyckiej, czasów rzymskich i średniowiecza.